# Magyarosaurus
Magyarosaurus (von ungar. Magyar = „Ungar“) ist eine Gattung sauropoder Dinosaurier, die am Ende der Oberkreide (spätes Maastrichtium) lebte. Die Fossilien dieses Dinosauriers wurden 1915 bei Sânpetru (heute Ortsteil von Sântămăria-Orlea) im westlichen Rumänien (damals zum Königreich Ungarn gehörend) entdeckt.

## Beschreibung
Die erstmalige Beschreibung der Typusart Magyarosaurus dacus erfolgte 1915 durch Franz von Nopcsa und basierte auf dem Fund zweier fossiler Wirbel. Nopcsa ordnete das Fossil jedoch der Gattung Titanosaurus zu. Erst 1932 nach weiteren Funden wurde Titanosaurus dacus erstmals als Magyarosaurus dacus beschrieben, nachdem Friedrich von Huene drei weitere Arten (Magyarosaurus transsylvanicus, Magyarosaurus hungaricus und Magyarosaurus sp.) benannt hatte. Die Wirbel hatten mit diesen Fossilien größere Ähnlichkeit als mit denen des Titanosaurus.
Zwei spätere Autoren, McIntosh (1990) und Le Loeuff (1993), betrachteten lediglich die Art Magyarosaurus dacus als ungültig.

## Anatomie
Mit einer Länge von sechs und einer Höhe von zwei Metern sowie einem Gewicht von schätzungsweise einer Tonne war Magyarosaurus viel kleiner als die meisten anderen Sauropoden und entsprach damit in etwa Europasaurus.
Eventuell war sein Rücken mit einem Panzer aus Knochenbuckeln überzogen, die dem Tier Schutz vor Fressfeinden boten. Magyarosaurus ähnelte im Körperbau stark Titanosaurus, war jedoch kleiner. Der Schwanz von Magyarosaurus war lang und diente ihm möglicherweise als Waffe gegen kleine Karnivoren.

## Lebensraum
Die geringe Körpergröße von Magyarosaurus kann auf eine Inselverzwergung zurückzuführen sein. Während der Oberkreide bestand das heutige Rumänien aus einer Inselgruppe. Dies würde den zwergenhaften Wuchs der Tiere erklären. Durch die Anpassung an die Ressourcen des begrenzten Lebensraums hätten diese Sauropoden mit der Zeit tatsächlich an Größe verloren. Außerdem hatte Magyarosaurus auf diesen Inseln wohl kaum Fressfeinde. Andere Sauropoden schreckten ihre Feinde vor allem durch ihre gewaltige Größe ab.

## Arten
- Magyarosaurus (Titanosaurus) dacus (Nopcsa, 1915)
- Magyarosaurus hungaricus (Huene, 1932)
- Magyarosaurus transsylvanicus (Huene, 1932)